# Ivan Vicelich
Ivan Robert Vicelich (* 3. září 1976) je bývalý novozélandský fotbalový obránce chorvatského původu, naposledy hrající za novozélandský klub Auckland City FC. Po skončení kariéry zde dělá asistenta trenéra.
Zúčastnil se fotbalového MS 2010, Konfederačního poháru FIFA 1999, 2003 a 2009, AFC-OFC Challenge Cupu 2004 a Oceánského poháru národů 1998, 2000 a 2002. Je rekordmanem v počtu odehraných zápasů za novozélandskou reprezentaci.